# Леонов, Алексей Алексеевич
Алексей Алексеевич Леонов (29 ноября (11 декабря) 1815, Новочеркасск — 9 (21) мая 1882, там же) — русский поэт, журналист и собиратель песенного фольклора.

## Биография
Алексей Леонов родился в конце 1815 года в Новочеркасске в семье сотника Войска Донского. По окончании гимназии поступил в Харьковский университет; в 1835 году был оттуда исключён «за явное ослушание против начальства и уклонение от исполнения обязанностей», но в дальнейшем был восстановлен как стипендиат Войска Донского и окончил обучение в 1840 году.
Окончив университет, Леонов был направлен в станицу Нижнечирскую Войска Донского, где преподавал историю и географию в окружном училище. К этому времени относится начало его увлечения донскими традициями, историей и фольклором, которое он пронёс через всю жизнь и благодаря которому были сохранены многочисленные архивные документы периода 1719—1778 годов. Позже был переведён в Новочеркасск, где был учителем немецкого и французского языков в окружном училище, а также преподавал в Мариинском Донском институте.
Проходя военную службу, Леонов состоял в статистическом комитете области Войска Донского. Его глубокие знания казачьих традиций обеспечили ему также место в высочайше утверждённом комитете для составления проекта о земских учреждениях в Войске Донском. Отстаивал исторические казачьи привилегии. Произведён в полковники в 1864 году, в отставку вышел в 1869 году. Скончался в 1882 году в Новочеркасске, где провёл последние годы жизни.

## Творчество
Ещё в студенческие годы, в 1839 году, в Харькове вышел дебютный сборник «Стихотворения Алексея Леонова. 1834—1838», среди прочего, обративший на себя внимание Белинского. Критик писал: 
...вместо обыкновенной в наше время стихотворной галиматьи, мы увидели если не художественность, то местами теплое неподдельное чувство, местами прекрасные стихи, обнаруживающие в авторе решительный талант к поэзии. Если Леонов еще очень молодой человек, то из него некогда может развиться примечательное дарование...
Особенно Белинский отмечал стихотворения «Калмыцкая свадьба», «Камышник» и «Две души» (в последнем, однако, критикуя «мистическое окончание»). В то же время Белинский отмечал и недостатки произведений Леонова: «иногда в пьесе и стихи хороши, и чувство есть, а в целом оно ни то, ни се, а Бог знает что; иногда прекрасное стихотворение портится дурным стихом, изысканной фразой»; нарекания именитого критика вызывал и «отчаянно элегический тон разочарования в некоторых пьесах». Положительно отзывался о стихах Леонова Осип Сенковский, выделяя стихотворение «К смерти» и стихи на казачью тематику (в том числе «Однодумы»).
В 1855 году, во время Крымской войны, вышел ещё один сборник Леонова. Книга была издана «в пользу раненых нижних чинов Войска Донского» и содержала стихи, посвящённые казачьему мужеству и подвигам. Наиболее полное собрание стихотворений Леонова выпущено в Москве в 1882 году, в год его смерти. В обшей сложности им было написано около 155 стихотворений. Часть его произведений вошла в 1918 году в изданную в Новочеркасске при поддержке атамана Краснова «Донскую хрестоматию», на текст некоторых стихотворений («За курганом пики блещут», «Честь прадедов-атаманов», «В старину на Дону») написаны песни.
Леонов активно сотрудничал в региональной прессе — «Донской газете», «Донских войсковых ведомостях», «Донском справочном листке», публикуя материалы о казачьем быте, истории и донской природе. Серия очерков Леонова по истории казачьего Дона в рубрике «Войсковой Круг» вызвала особый интерес у читателей. Также популярными были очерки «Пушкин в Новочеркасске» и «Жуковский в Харькове». При жизни Леонов издал сборник 400 местных слов и выражений Донского края, а собранные им старинные казачьи песни, общим числом порядка сорока, вошли уже после его смерти в сборник «Донские казачьи песни» под редакцией А. Пивоварова.